# Cadets royaux de l'Armée canadienne
Pour les articles homonymes, voir CRAC.

Logotype du Mouvement des cadets du Canada.

Les Cadets royaux de l'Armée canadienne, souvent appelés les Cadets de l'Armée, sont un programme pour les jeunes de douze à dix-huit ans inclusivement parrainé conjointement par la Ligue des cadets de l'armée et par le ministère de la Défense nationale du Canada, et financé par ce dernier. Son objectif est d'encourager ses membres à devenir des citoyens actifs et responsables au sein de leur communauté, de développer chez eux les qualités de civisme et de leadership, de promouvoir la forme physique et de stimuler leur intérêt pour les activités maritimes, terrestres et aériennes des Forces canadiennes. Les Cadets royaux de l'Armée canadienne sont aussi représenté par l'acronyme RCAC (en anglais) Royal Canadian Army Cadets ou CRAC (en français).

## Historique

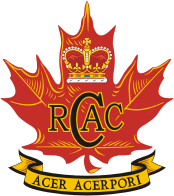
Insigne officiel des Cadets royaux de l'Armée canadienne depuis 1956.

Les premières unités de cadets des institutions scolaires du Canada ont été formées entre 1861 et 1865. L'émergence de ces dernières a eu lieu plusieurs années avant la Confédération, sous l'influence de la guerre de Sécession et de la menace que posaient les raids des Féniens.
En 1879, la milice se scinde en 74 associations et on peut alors intégrer les associations à partir de douze ans.
| Ontario | Québec                       | Manitoba | Colombie-Britanniques | Maritimes |
| ------- | ---------------------------- | -------- | --------------------- | --------- |
| 34      | 24 (Dont le premier en 1832) | 2        | 1                     | 13        |

Le plus ancien corps de cadets, toujours en service, est le Corps de cadets 1 de Saint-Hyacinthe, au Québec, formé en l'année 1832.[réf. nécessaire]
Le terme  Corps de cadets a été observé pour la première fois en Ontario, en 1898.
En 1910, Sir Donald Alexander Smith crée un fonds de 500 000 $ pour les associations. Ce fonds, encore vivant, donne maintenant 50 000 $ par année pour tous les Corps de cadets du Canada. Une médaille a été créée en l’honneur de Sir Smith, décernée pour l’excellence et le civisme au travail.
L'attribution du statut Royal au programme des cadets a été conféré par Sa Majesté le Roi George VI en 1942. Sa Majesté a de plus accepté la nomination de Colonel en chef des Cadets royaux de l'Armée canadienne. 
En 1956, Sa Majesté la Reine Élisabeth II a validé le nouvel écusson des CRAC, ainsi que leur nouvelle devise  Acer Acerpori qui signifie  Tant vaut la sève, tant vaut l'érable. 
En 2004, les CRAC fêtaient leur 125e année d'existence. Poste Canada a d'ailleurs créé un timbre commémoratif célébrant les CRAC la même année.

## Grades
- Cadet (cdt)
- Cadet-soldat, lance-caporal (lcpl), patrouilleur (pat), cavalier (cav), artilleur (art) ou sapeur (sap) (selon le régiment affilié au corps)
- Caporal (cpl), bombardier (bdr)
- Caporal-chef (cplc), bombardier chef (bdrc)
- Sergent (sgt)
- Adjudant (adj)
- Adjudant-maître (adjum)
- Adjudant-chef (adjuc)